# La Fenice (serie televisiva)
La Fenice (The Phoenix) è una serie televisiva statunitense in 4 episodi trasmessi per la prima volta nel corso di una sola stagione ne 1982. La serie era stata anticipata da un pilot della durata di 90 minuti trasmesso il 26 aprile 1981.
È una serie fantascientifica incentrata sulle vicende di Bennu, un extraterrestre che viene scoperto in un sarcofago in Perù e risvegliato nel XX secolo.

## Trama
Bennu è un alieno che riprende vita nel XX secolo dopo vari millenni passati in un sarcofago in Perù. Egli possiede abilità speciali tra cui la levitazione fisica, la telepatia, la precognizione, la chiaroveggenza, la proiezione astrale e la telecinesi. Alcuni di questi poteri sono resi possibili o amplificati dalla Fenice, il suo amuleto, che trae alimentazione dal Sole. Il pianeta originario di Bennu si chiama Eldebran. Il suo avversario principale è Yago, un altro essere dal pianeta Eldebran. Yago è il male ed è collegato alla Luna, come Bennu lo è al Sole. Indossa un braccialetto chiamato "Le campane di Thon", intorno al polso destro, che ha il potere di assordare.
Dopo il risveglio, Bennu si mette alla ricerca di Mira, un altro alieno dal pianeta Eldebran giunto sulla Terra 40.000 anni prima insieme a Bennu. Sulle tracce di Bennu si mette poi l'agente governativo Justin Preminger, duro, cinico, implacabile ed ex prigioniero di guerra in Vietnam.

## Personaggi e interpreti
- Bennu of the Golden Light (5 episodi, 1981-1982), interpretato da	Judson Earney Scott.
- Justin Preminger (5 episodi, 1981-1982), interpretato da	Richard Lynch.
- Dottor Ward Frazier (2 episodi, 1981-1982), interpretato da	E.G. Marshall.
- Dave (2 episodi, 1981-1982), interpretato da	Carmen Argenziano.

## Produzione
La serie fu prodotta da Mark Carliner Productions. Le musiche furono composte da Arthur B. Rubenstein. Oltre al pilot e ai quattro episodi regolari furono prodotti altri quattro episodi che però non andarono mai in onda.

### Registi
Tra i registi della serie sono accreditati:
- Douglas Hickox in 3 episodi (1981-1982)
- Reza Badiyi in 2 episodi (1982)

### Sceneggiatori
Tra gli sceneggiatori della serie sono accreditati:
- Anthony Lawrence in 5 episodi (1981-1982)
- Nancy Lawrence in 5 episodi (1981-1982)
- Leigh Vance in 2 episodi (1982)

## Distribuzione
La serie fu trasmessa negli Stati Uniti dal 26 aprile 1981 (pilot) e dal 26 marzo 1982 (1º episodio) al 16 aprile 1982 sulla rete televisiva ABC. In Italia è stata trasmessa con il titolo La Fenice.

## Episodi
| Stagione       | Episodi          | Prima TV USA |
| -------------- | ---------------- | ------------ |
| Prima stagione | 4 (più un pilot) | 1981-1982    |